# Megaselia miniseta
Megaselia miniseta är en tvåvingeart som beskrevs av Ronald Henry Lambert Disney 1991. Megaselia miniseta ingår i släktet Megaselia och familjen puckelflugor. Inga underarter finns listade i Catalogue of Life.